# 新川站 (大邱廣域市)
新川站（：／ Sincheon yeok */?）副站名慶北大入口（경북대입구），是大邱地鐵1號線沿線的一座地下車站，位於韓國大邱廣域市東區新川洞。

## 車站構造
站體為2面2線側式月台的地下車站，候車月台設有月台幕門，並有8處出口。

### 月台配置
| 七星市場 ↑ |
| \| 上      |
| ↓ 東大邱站 |

| 月台 | 路線               | 目的地                       |
| ---- | ------------------ | ---------------------------- |
| 上行 | ●大邱都市铁道1号线 | 半月堂、中央路、舌化椧谷方向 |
| 下行 | ●大邱都市铁道1号线 | 東大邱站、半夜月、安心方向   |

## 歷史
- 1998年5月2日：落成啟用。
- 2003年2月18日：因大邱地铁纵火案而关闭。
- 2003年10月21日：車站重新开放。

## 車站周邊
- 慶北大學
- 大邱東新初等學校
- 東大邱初等學校
- 新川橋
- 松蘿市場
- 驛傳市場
- 大邱銀行（朝鲜语：대구은행）新川洞分行
- 壽城市場站

## 圖片

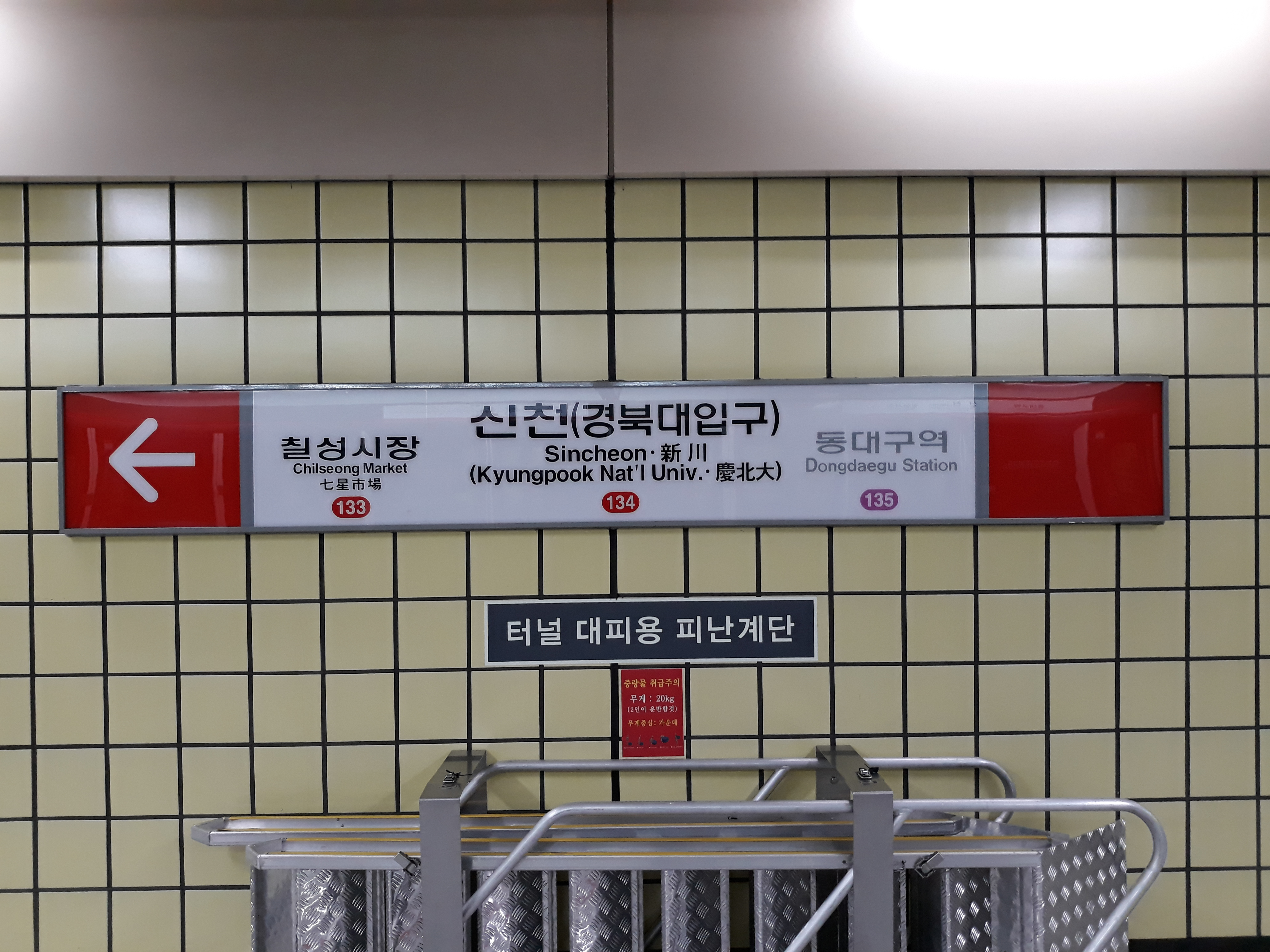
站名牌
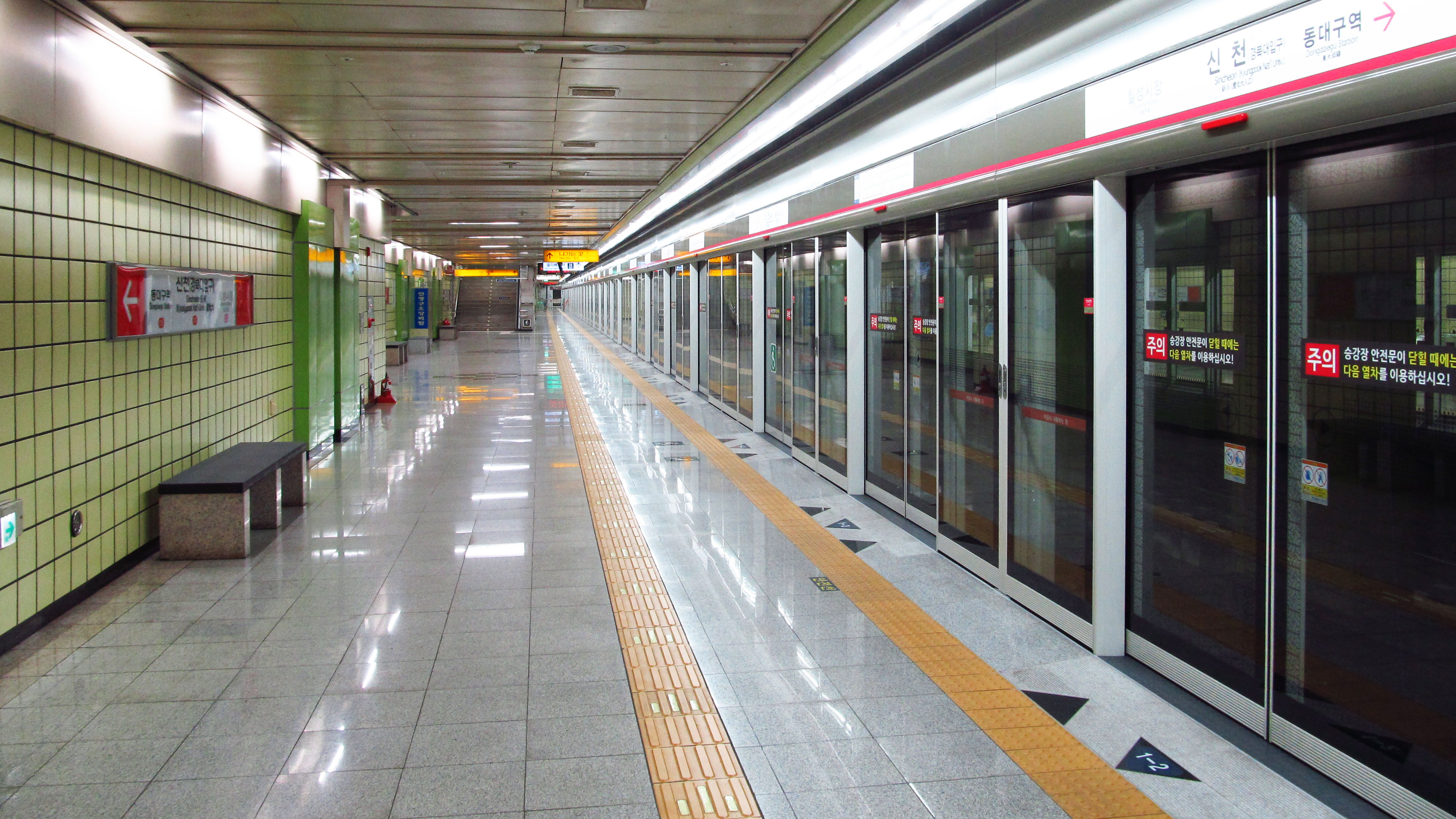
候車月台
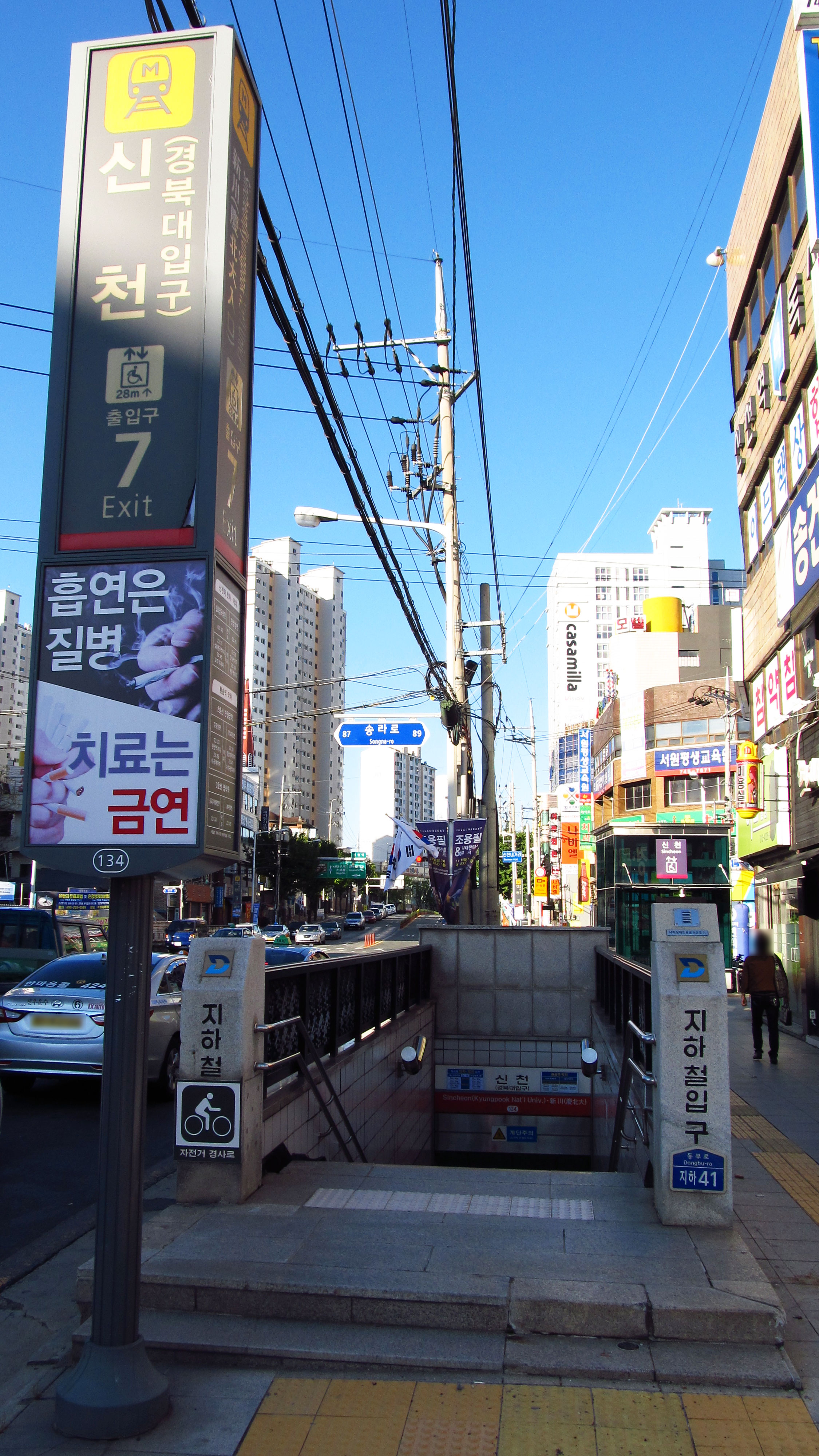
7號出口

## 相鄰車站
大邱都市鐵道公社
●大邱都市铁道1号线
七星市場（133）－新川（134）－東大邱站（135）